# Scotinotylus crinitis
Espèce
Scotinotylus crinitis est une espèce d'araignées aranéomorphes de la famille des Linyphiidae.

## Distribution
Cette espèce est endémique du Colorado aux États-Unis,. Elle se rencontre dans le comté de Larimer.

## Description
Le mâle holotype mesure 2,0 mm et les femelles de 2,1 à 2,2 mm.

## Publication originale
- Millidge, 1981 : The erigonine spiders of North America. Part 3. The genus Scotinotylus Simon (Araneae: Linyphiidae). Journal of Arachnology, vol. 9, p. 167-213 (texte intégral).